# Peter Mechtler
Peter Mechtler (* 17. Feber 1950 in Wien) ist ein österreichischer Komponist und Entwickler von Hard- und Software digitaler Musik.

## Leben
Mechtler studierte Nachrichtentechnik an der Technischen Hochschule (nunmehr Technische Universität Wien) und Komposition an der Musikhochschule (nunmehr Universität für Musik und darstellende Kunst Wien), wo er auch die Hochschullehrgänge für Tontechnik und elektroakustische Musik absolvierte.
Von 1975 bis 1986 entwickelte er den Musikcomputer AKA 2000.
Ab 1976 war er Lehrbeauftragter bzw. ab 1995 Vertragslehrer an der Wiener Musikhochschule. Dort beschäftigte er sich mit intermedialen Projekten und der Entwicklung von Computerprogrammen zur Umsetzung von Bild- und Klangmaterialien; er produzierte Experimentalvideos und technische Dokumentationsvideos.

## AKA 2000

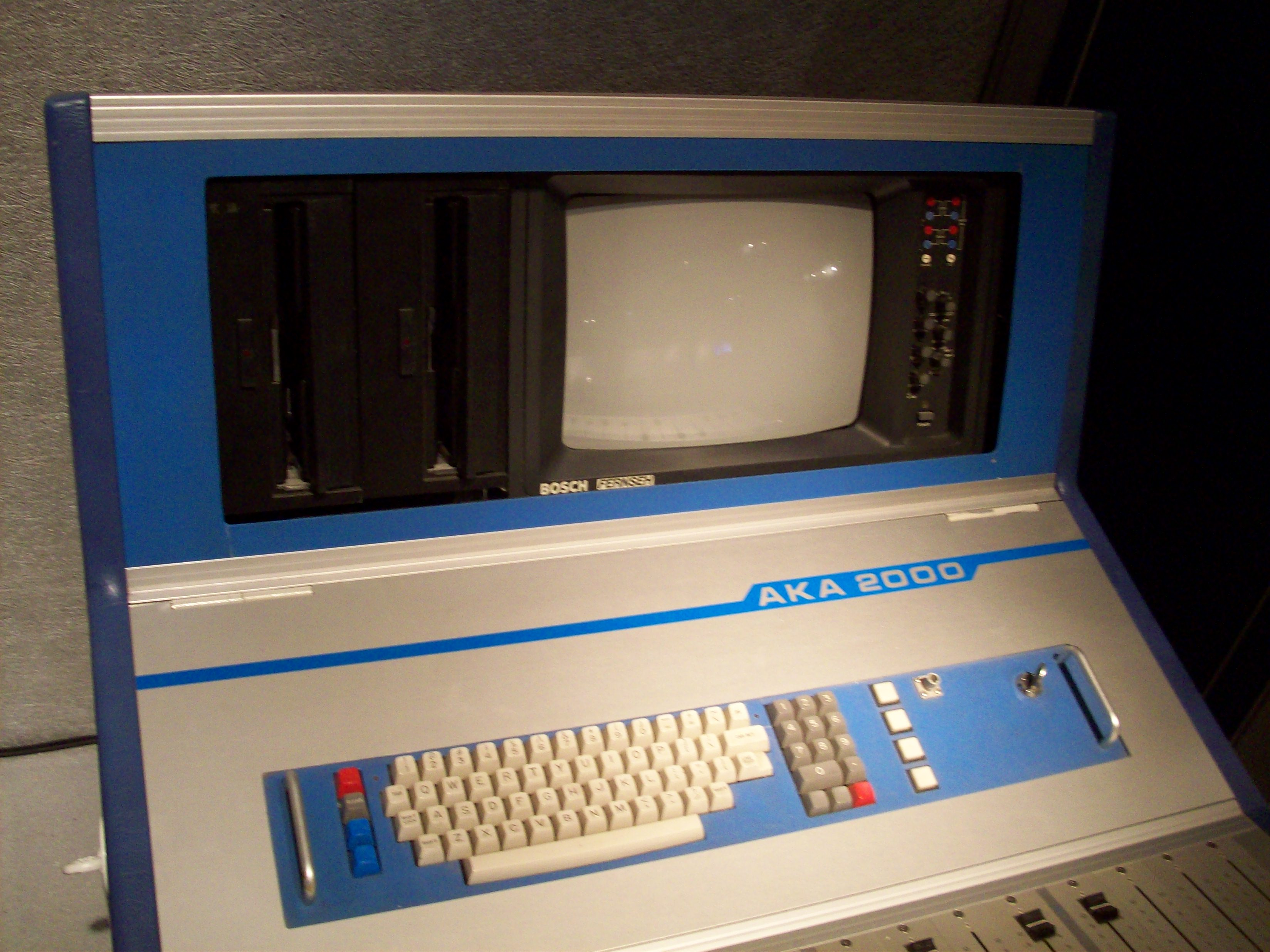
AKA 2000

Der AKA 2000 war ein Computer, der zwischen 1975 und 1987 am Institut für Elektroakustik (ELAK) der Hochschule für Musik und darstellende Kunst in Wien entworfen und gebaut wurde. Er maß 190 × 80 × 150 cm und wog ca. 200 kg, verfügte über ein Steuerpult mit Tastaturen und Reglern, einen Farbmonitor, Mikroprozessoren (8 bit, 16 bit, Z80, M 68000), Floppy-Laufwerk (8 Zoll), Winchester-Festplatte (10 MB), sowie AD/DA-Wandler (16 bit).
Als Zentralrechner kam im AKA 2000 ein kommerzielles Computerboard (Heurikon HK-68000, 16 bit) zur Verwendung. Die Wandlergruppen und das ADSP-Board (Analog Devices ADSP 1110) waren Eigenentwicklungen. Das von Gerhard Eckel  entwickelte Programm SEDIT, das u. a. auch Samplerfunktionalitäten beinhaltete, ermöglichte Granularsynthese. Die letzte Ausbaustufe des AKA 2000, Mitte der 1980er Jahre, umfasste die Entwicklung eines Frame-Grabbers für Videosignale. Damit konnte man einzelne Frames (SW) als Datenset für eine additive Synthese von Audiosignalen verwenden (ähnlich dem UPIC-System von Iannis Xenakis).
1987 wurden die Arbeiten am AKA 2000 eingestellt. Heute befindet er sich in der Sammlung des Technischen Museums Wien.